# 日本產業規格（其他）列表
日本產業規格（其他）列表是日本產業規格Z類別（其他類別）的列表。

## Z 10000-
| 標準編號    | 名稱             | 制定／修正／廢止 | 對應國際標準   | 參考 |
| ----------- | ---------------- | ---------------- | -------------- | ---- |
| JIS Z 26000 | 社會責任相關指引 | 2012/03/21制定   | ISO 26000:10同 |      |

※「對應國際標準」之附註：
- 修（修訂）：該標準是該國際標準中進行修訂，並明確闡述了國際許可修訂範圍的技術差異。在這種情況下修訂出的標準不僅展現國際標準的的構造，並可輕易根據在地情況進行適用更改。此種標準不適用「反之亦然原則」。
- 同（一致）：該標準在以下任一情況與該國際標準一致：一、區域或國家標準在技術內容、構造和用詞上保持一致。二、地區或國家標準的技術內容一致，不一致部分則根據ISO/IEC GUIDE 21-1:2005第4.2節之規定的最小幅度修訂。此種標準適用「反之亦然原則」。

## 外部連結
. 日本規格協会. （原始内容存档于2020-11-16） （日语）.